# Mikołaj Roland
Mikołaj Roland, Nicolas Roland (ur. 2 grudnia 1642 w Baslieux-les-Reims, zm. 27 kwietnia 1678 w Reims) – błogosławiony Kościoła katolickiego, francuski zakonnik, pedagog, założyciel zgromadzenia Zgromadzenia Sióstr od Dzieciątka Jezus w Reims.
Był synem kupca Jean-Baptiste Rolanda i Nicole Beuvelet. Do kolegium jezuitów uczęszczał od ósmego roku życia. Studiował teologię, ale drogę kapłaństwa wybrał po odbytych podróżach. Podjął studia doktoranckie z teologii i filozofii w Paryżu w 1660 roku. Święcenia kapłańskie przyjął 3 marca 1664 roku. Jego misją stała się działalność dydaktyczna i działalność jako kaznodziei w Reims. Po opuszczeniu domu (1666) spędził kilka miesięcy w Rouen, wśród miejscowej biedoty.
Zaangażował się w ruch odnowy francuskiego duchowieństwa i podjął współpracę z placówkami oświatowymi minimitów zakładanymi przez Mikołaja Barré.
Był przewodnikiem duchowym świętego Jana Chrzciciela de La Salle, założyciela Zgromadzenia Braci Szkół Chrześcijańskich. Pracował w Reims jako kanonik w tamtejszej katedrze Notre-Dame de Reims. Założył Zgromadzenie Sióstr od Dzieciątka Jezus w Reims.
Został beatyfikowany 16 października 1994 roku przez papieża Jana Pawła II w Rzymie.

## Źródła internetowe
- Antonio Borrelli: Beato Nicola Roland. [dostęp 2008-11-28]. (wł.).